# Список умерших в 1421 году

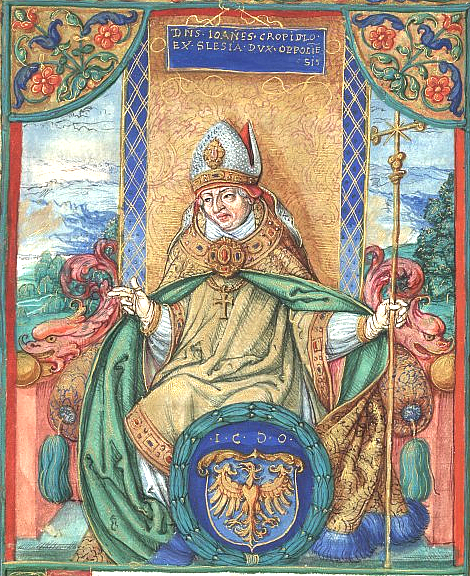
Ян Кропидло

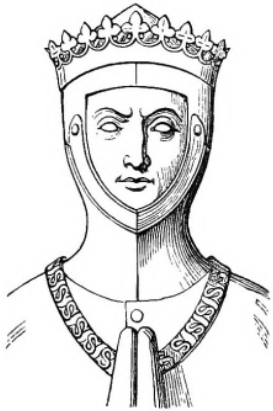
Томас Ланкастер, герцог Кларенс

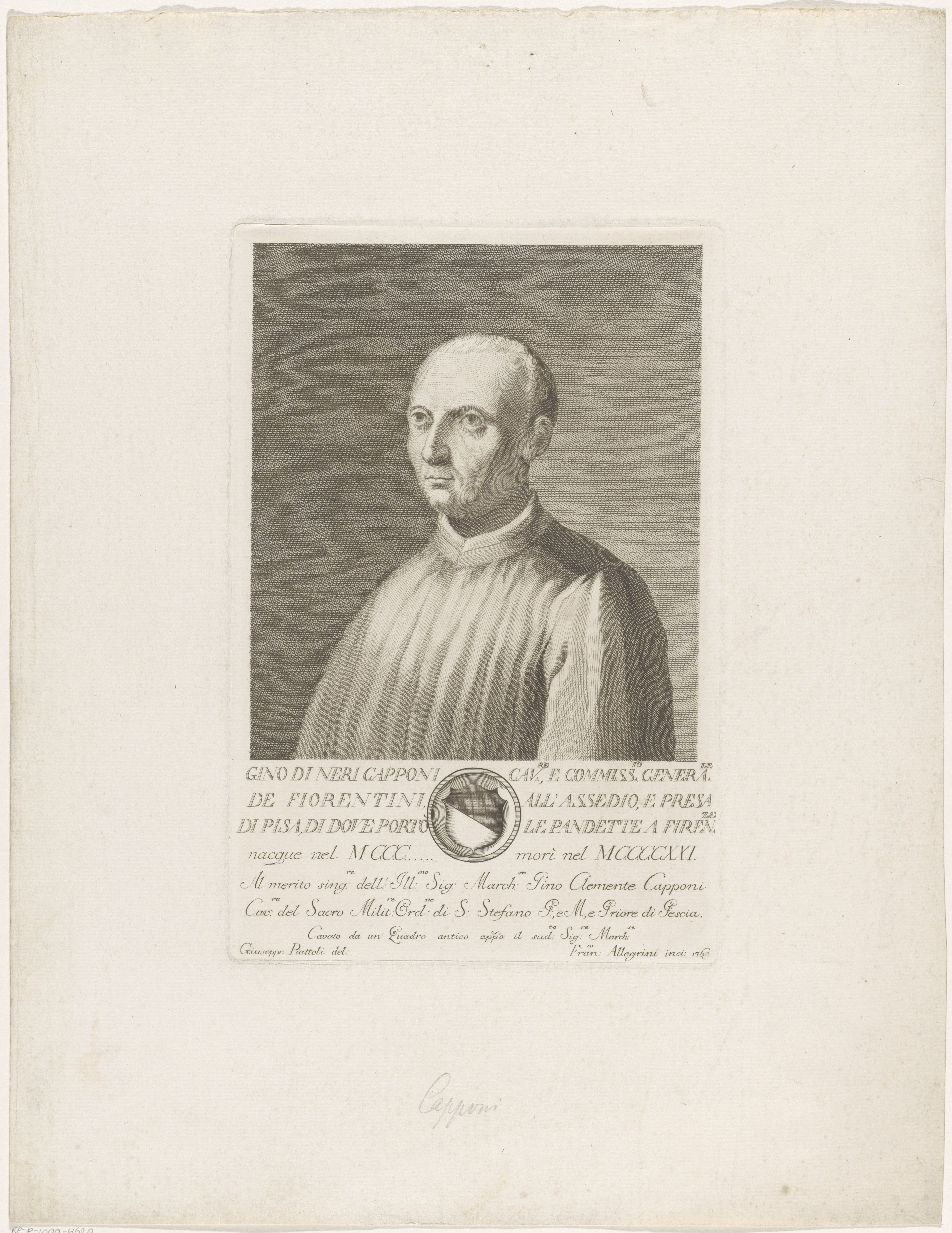
Джино Каппони

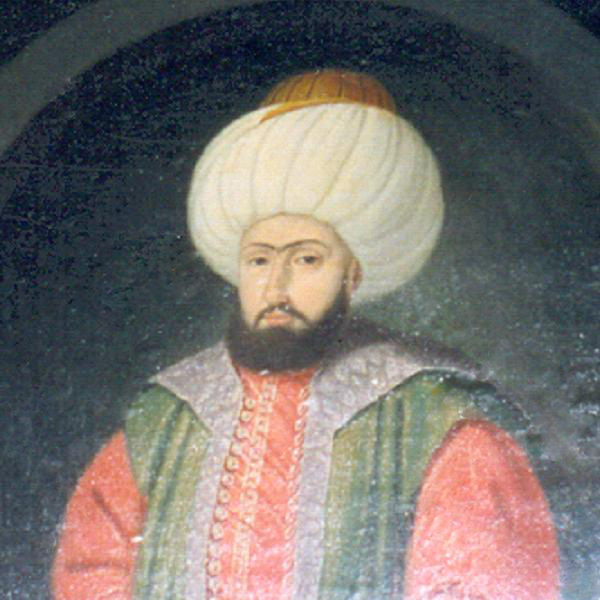
Мехмед I

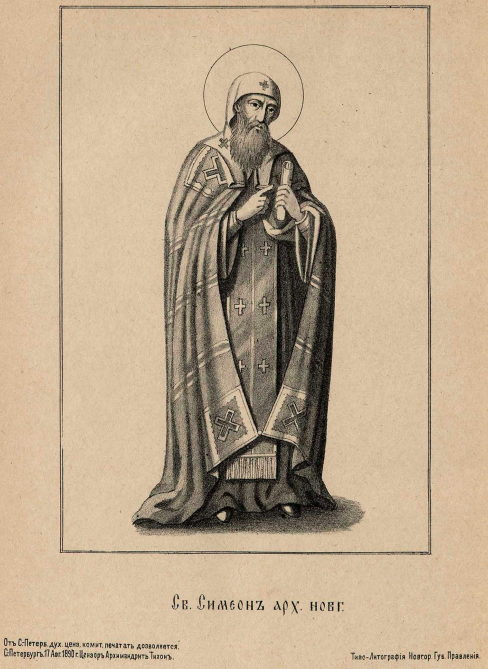
Симеон

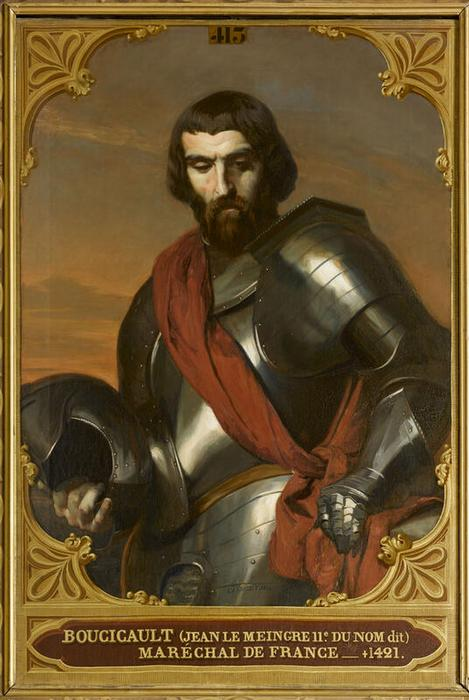
Жан II ле Менгр

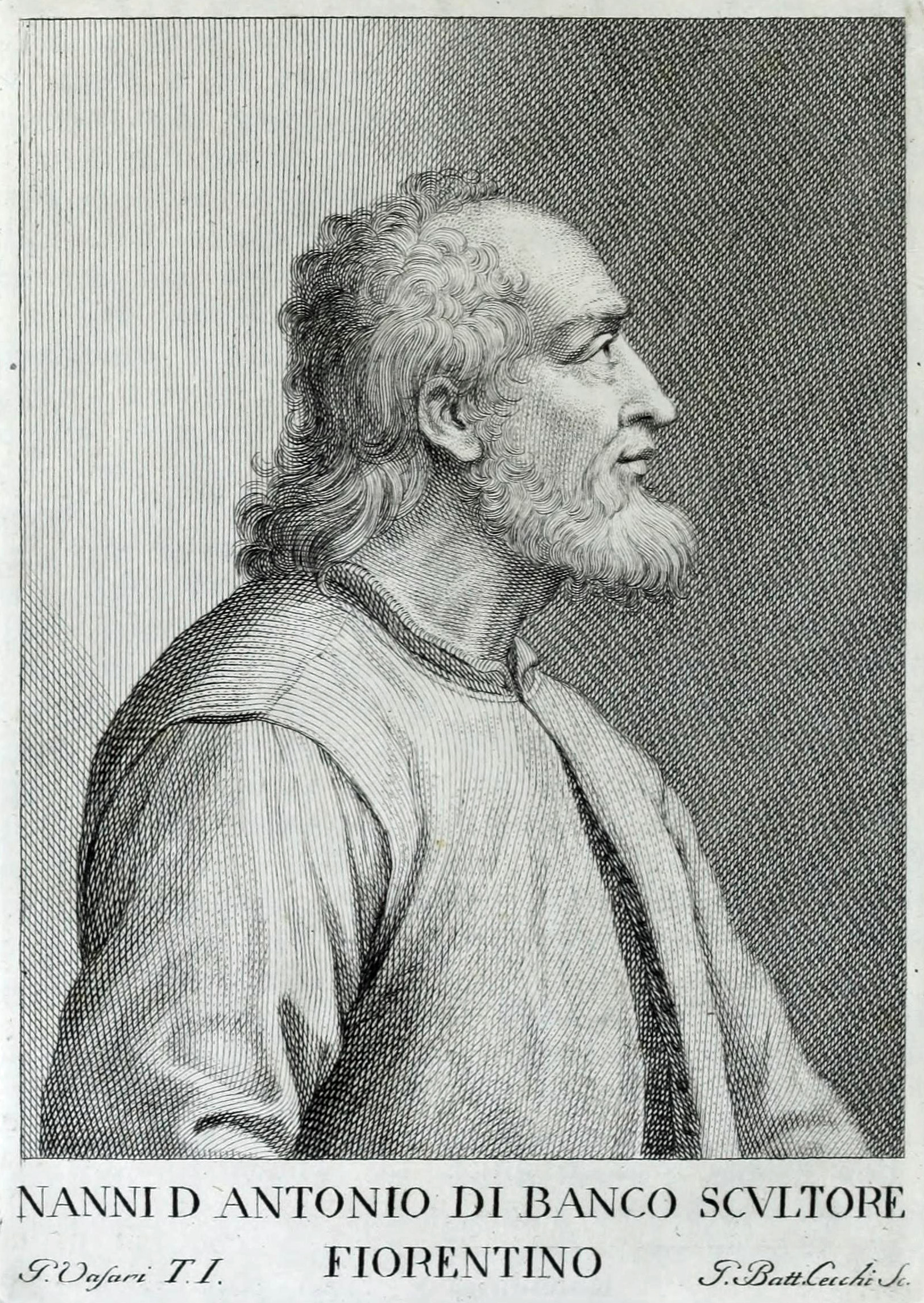
Нанни ди Банко

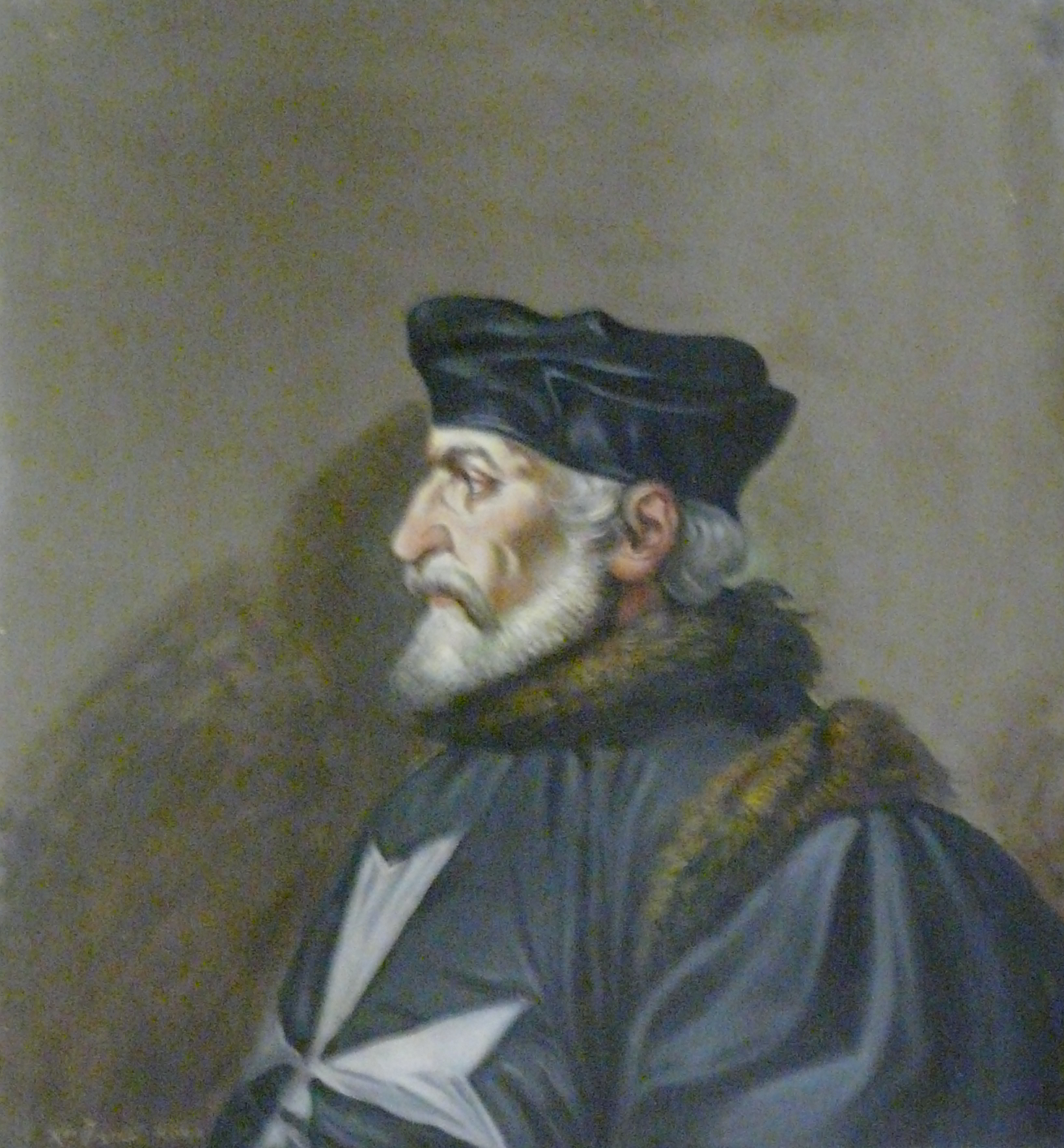
Филибер де Найак

В этой статье представлен список известных людей, умерших в 1421 году.
См. также: Категория:Умершие в 1421 году

## Январь
- 13 января — Аль-Муайяд Шайх — мамлюкский султан Египта из династии Бурджитов (1412—1421).

## Февраль
- 13 февраля — Нанни ди Банко — итальянский скульптор периода кватроченто эпохи итальянского Возрождения флорентийской школы.
- 16 февраля — Мишель Пинтуан — французский хронист, монах-бенедиктинец и кантор из аббатства Сен-Дени, автор истории правления короля Карла VI, один из летописцев Столетней войны.
- Генрих III — князь-епископ Оснабрюка (1402—1410) (как Генрих I) и граф Гольштейн-Рендсбурга (с 1404).

## Март
- 3 марта — Ян Кропидло — князь Стшелецкий (1382—1396) и Опольский (1396—1421), епископ познанский (1382—1384) и влоцлавский (1389—1394), архиепископ гнезненский (1389—1394, номинально), епископ камминский (1394—1398), хелминский (1398—1402) и влоцлавский (1402—1421).
- 14 марта — Эдуард Черлтон — английский аристократ, последний барон Черлтон (с 1401), кавалер ордена Подвязки.
- 22 марта:
  - Гилберт V де Умфравиль (30) — английский рыцарь, феодальный барон Ридсдейла[англ.]; погиб во время битвы при Боже;
  - Джон де Рос — английский аристократ, 7-й барон де Рос (с 1414), участник Столетней войны; погиб во время битвы при Боже;
  - Томас Ланкастер — английский принц, 1-й герцог Кларенс и 1-й граф Албемарль (с 1412), полководец времен Столетней войны, второй сын Генриха IV, короля Англии, королевский наместник Ирландии (1401—1403, 1408—1413), коннетабль английской армии (с 1417), командующий всеми английскими войсками во Франции (1421), рыцарь ордена Подвязки (1400); погиб во время битвы при Боже.

## Апрель
- 28 апреля — Балша III — шестой и последний господарь Зеты из династии Балшичей (1403—1421).
- Степан Остоич — Король Боснии (1418—1421).

## Май
- 20 мая — Сайид Хизр-хан — султан Делийского султаната (1414—1421), основатель династии Сайидов
- 21 мая — Джино Каппони — флорентийский банкир, государственный деятель, дипломат и писатель, руководивший завоеванием Пизы, Гонфалоньер справедливости (1401, 1418).
- 26 мая — Мехмед I — османский султан (1413—1421)

## Июнь
- 15 июня — Симеон — епископ Русской православной церкви, архиепископ Новгородский и Псковский (1416—1421), святой Русской православной церкви.
- 21 июня — Жан II ле Менгр (Бусико) (54)  — французский военный деятель времён Столетней войны, маршал Франции (1391), путешественник; умер в английском плену.

## Август
- 21 августа:
  - Мартин Гуска — чешский священник и проповедник, один из лидеров таборитов; сожжён на костре умеренными;
  - Джон Фицалан (35) — английский аристократ, 3-й барон Арундел (с 1390), 3-й барон Мальтраверс (с 1405), 13-й граф Арундел (с 1415), рыцарь Бани.

## Дата неизвестна или требует уточнения
- Баром Сокареатеа — император Кхмерской империи (1417—1421); погиб во время осады.
- Лакха Сингх — третий махарана княжества Мевар из династии Сисодия (1382—1421)
- Джон де Уэллс — английский аристократ, 5-й барон Уэллс (с 1376).
- Филибер де Найак – 34-й Великий магистр ордена Святого Иоанна  (1396–1421).